# 佐賀県道210号市武神埼線
佐賀県道210号市武神埼線（さがけんどう210ごう いちたけかんざきせん）は、佐賀県三養基郡みやき町から、佐賀県神埼市に至る一般県道である。

## 概要
三養基郡みやき町大字市武から神埼市神埼町本堀に至る。
三養基郡みやき町内では離合が非常に困難で住宅地をすり抜けるように進む。そのため、いわゆる険道である。同区間の迂回路としては、国道385号、佐賀県道・福岡県道133号坊所城島線がある。それ以外の区間は2車線が確保されており、快適に運転できる。
三田川バイパスが部分的に開通していた時期、本道がバイパスと旧道とを接続する役割を担っていた。

### 路線データ
- 起点：佐賀県三養基郡みやき町大字市武（六田交差点、国道264号交点）
- 終点：佐賀県神埼市神埼町本堀（国道385号旧道交点）

## 路線状況

### 道路施設

#### 橋梁
- 新野間口橋（勘太郎川、三養基郡上峰町）
- 井柳橋（井柳川、三養基郡上峰町）
- 箱川橋（神埼郡吉野ヶ里町）
- 伊保戸橋（田手川、神埼郡吉野ヶ里町 - 神埼市）

## 地理

### 通過する自治体
- 三養基郡みやき町
- 三養基郡上峰町
- 神埼郡吉野ヶ里町
- 神埼市

### 交差する道路
| 交差する道路               | 市町村名 | 市町村名   | 交差する場所 | 交差する場所      |
| -------------------------- | -------- | ---------- | ------------ | ----------------- |
| 国道264号                  | 三養基郡 | みやき町   | 大字市武     | 六田交差点 / 起点 |
| 国道385号 / 三田川バイパス | 神埼郡   | 吉野ヶ里町 | 田手         | 井保戸交差点      |
| 国道385号 / 旧道           | 神埼市   | 神埼市     | 神埼町本堀   | 終点              |

### 沿線
- 神埼市立神埼小学校